# Магори, Мария
Мария Магори (венг. Magori Mária; 3 апреля 1913, Печ — 28 октября 1959, Будапешт) — участница антикоммунистического Венгерского восстания 1956 года, одна из шести венгерских женщин, казнённых после его подавления. В силу особенностей личности и социального статуса рассматривается как представитель люмпенских элементов революции.

## В социальном низу
Родилась в многодетной семье каменщика. С детства жила в условиях крайней нужды. Не окончив начальную школу, осталась почти неграмотной. Смена политических режимов не сказывалась на её положении.
Работала разнорабочей в Будапеште, жила случайными заработками. Осуждена за кражу, год провела в тюрьме. Была зарегистрирована в полиции как проститутка. Имела двоих детей, эмигрировавших из Венгрии.
Осенью 1956 года Мария Магори работала дворником, жила с 27-летним чернорабочим Шандором Чаньи по кличке Цыган. Была известна под прозвищем Рыжая Манци.

## Восстание и казнь
В октябре 1956 года Мария Магори поддержала антикоммунистическое Венгерское восстание. Вместе с Шандором Чаньи она примкнула к повстанческой Группе Тёкёли электрика Иштвана Клобера, лидера хулиганской группировки, собранной близ вокзала Келети. Формирование Клобера состояло из бывших полицейских, рабочих и буржуа и, по некоторым оценкам, отличалось повышенной концентрацией хулиганских и уголовных элементов.
При наступлении советских войск на позиции повстанцев 4 ноября Мария Магори включилась в уличные бои. Активно применяла коктейль Молотова против советских танков.
После подавления восстания Мария Магори была арестована, предстала перед судом и приговорена к смертной казни. Приговор приведён в исполнение 28 октября 1959 года. Был казнён и её гражданский муж Шандор Чаньи.

## Различия в оценках
В современной Венгрии Мария Магори причисляется к героиням революции. Её имя значится на памятном знаке, установленном в Пассаже Корвина 5 декабря 2012 года Всемирной ассоциацией венгерских борцов за свободу — перечислены шесть венгерских женщин, казнённых после подавления восстания.
С другой стороны, леволиберальный журналист Шандор Ревес выражает мнение кругов, не принимающих героизации Марии Магори. Он подчёркивает её уголовное прошлое, причастность к проституции, малограмотность и психоэмоциональную неустойчивость.
В целом Мария Магори считается олицетворением люмпенского участия в восстании, побуждаемого принципом социальной мести.